# Huo Yuanjia

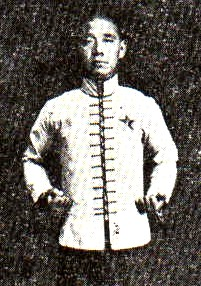
En affisch med Huo Yuanjia (texten lyder: Grundaren av Chin Woo Athletic Association - Herr Huo Yuanjias porträtt)

Huo Yuanjia (kinesiska: 霍元甲, pinyin: Huò Yuánjiǎ, Wade-Giles: Huo Yuen-chia), kinesisk wushu-utövare under slutet av Qingdynastin. Han föddes 1868 i byn Xiaonan utanför Tianjin som och dog 1910 i Shanghai kort tid efter en wushutävling med japanska judo-utövare. Han tillhörde Huo-klanen som var känd för sin stridskonst och hans far (Huo Endi) försörjde sig på att bevaka handelskaravaner, lära ut wushu och genom jordbruk.
Fadern tillät inte sin son att utbildas i wushu eftersom hans hälsa var svag utan försökte få honom att studera till ämbetsman. Huo Yuanjia var högst ovillig till detta och hans önskan att få lära sig wushu blev inte mindre av att han blev strykpojke för andra pojkar i hans ålder som njöt av att få spöa upp en medlem ur Huo-klanen. Gömd tittade han på hur hans far lärde ut wushu till sina elever och sina andra barn och tränade sedan i smyg nattetid.
Under en wushutävling där hans äldre bror blivit besegrad av en man som hette Duo så överraskade han sin omgivning genom att försvara sin familjs heder genom att utmana denne Duo och besegra honom. Fadern åtog sig då att utbilda Huo Yuanjia på riktigt och lät honom arbeta tillsammans med honom som karavanbeskyddare. Genom sitt framgångsrika arbete som vakt blev han alltmer känd och kampsportsmästare från hela norra Kina reste till Tianjin för att utmana Huo Yuanjia.
Under det sena 1800-talets kinesiska nedgång i och med opiumkriget, det första sinojapanska kriget, Taipingupproret och slutligen Boxarupproret började många kineser desperat söka alla källor till nationell stolthet. Personer som Huo Yuanjia (och Wong Fei Hung m.fl.) blev med sina intellektuella framtoning och goda wushu-kunskaper hjältar. Huo Yuanjia var också stolt och patriotisk, så när han spefullt utmanades av en rysk brottare antog han utmaningen. Brottaren fick då kalla fötter och drog tillbaka sin utmaning.
Några år senare, 1909, reste Huo Yuanjia till Shanghai för att anta ytterligare en utmaning av en europé, Hercules O'Brien. Trots att reglerna följde västerländska boxningsregler vann Huo Yuanjia och han blev därmed legendarisk. Huo Yuanjia blev kvar i Shanghai för flera tävlingar och antog till slut en utmaning från en gammal fiende, Zhang Wen Dat. Huo vann med hjälp av genomförandet av endast två rörelser. Året därpå, 1910, besegrade han ett helt japanskt judoteam som leddes av Huos japanska doktor. Någon vecka senare dog Huo Yuanjia efter en kort tids sjukdom.
Vid en gravöppning 1989 visade det sig att hans ben innehöll arsenik, men det är inte ovanligt från denna tid i Kina eftersom arsenik användes som medicin.
Huo Yuanjia var en av grundarna till Chin Woo Athletic Association, en organisation för att lära ut wushu för att öka kinesernas stolthet. Det var förbjudet att privat syssla med wushu i organiserad form under Qingdynastin (p.g.a. rädsla för uppror) så de fick maskera sin organisation som ett träningscenter för fysisk hälsa, vilket passade bra eftersom Huo Yuanjia fortfarande led av sjukdomar från barndomen (bl.a. gulsot och tuberkulos). Chin Woo Athletic Association är fortfarande verksam i Kina.
Rester av Huo-klanen lever fortfarande kvar i Tianjin och det finns också ättlingar till Huo Yuanjia i rakt nedstigande led. Släkten värnar fortfarande om Huo Yuanjias eftermäle och stämde 2006 Jet Li och filmbolaget bakom filmen Fearless för att framställa Huo Yuanjia i ofördelaktig dager. En bidragande orsak till stämningen är att filmen inte möjliggör några ättlingar, då hans enda barn dör i filmen, detta skulle kunna orsaka mental stress för levande ättlingar.
Några av Huo Yuanjias elever:
- Chen Gongzhe (陈公哲 1890-1961)
- Zhang Wenda (张文达)

Några filmer/tv-serier med Huo Yuanjia som huvudfigur:
- Huo Yuanjia (även kallad Fearless) (2006) - Jet Li
- Huo Yuan-Jia (1982) - Leung Ka-Yan, HK
- The Legend of Fok Yuen Gap (2001) - Chiu Man Cheuk, HK (TV)
- Huo Yuanjia (2007) - Ekin Cheng, PRC (TV)